# Epos (relojes)
Epos es un fabricante de relojes mecánicos con sede en Lengnau, Suiza.

## Historia

### Orígenes
La empresa original, considerada la antecesora de Epos, fue fundada en 1925 por James Aubert en Valle de Joux. James era conocido en aquel entonces como un hábil ingeniero y artesano que dedicó su vida a la fabricación y reparación de mecanismos de relojes complejos, como cronógrafos y repetidores de minutos. Posteriormente, transmitió sus conocimientos y experiencia relojera a Jean Aubert, su sobrino, y a su yerno Jean Fillon. Con la pasión heredada de James, Jean Fillon lideró la empresa durante décadas, introduciendo innovaciones notables.

### Resurgimiento y actualidad
Durante la crisis del cuarzo de la década de 1970, la industria relojera tradicional suiza experimentó enormes dificultades. Muchas empresas con una larga trayectoria quebraron, incluyendo la firma original James Aubert SA. No fue hasta la década de 1980 cuando Peter Hofer, experto en el sector relojero durante años, adquirió los activos restantes de la empresa. Con los restos de la antigua empresa, fundó Epos en 1983 junto con su esposa Erna. En 2002, Ursula Forster y su esposo Tamdi Chonge asumieron la dirección de Epos como propietarios y directores. En 2014, su hijo Singi Chonge asumió la presidencia de la junta directiva.

## Innovaciones
Entre las innovaciones de la empresa se encuentran:
- Epos 3400, 2010: primer reloj con indicación de 24 horas invertida para el segundo huso horario, que incluye dos movimientos mecánicos independientes.
- Epos 3435 'Verso', 2017: primer reloj con movimiento mecánico Unitas 6497 invertido.[2]

## Manufactura
La mayoría de los modelos Epos están equipados con movimientos fabricados por ETA o por Sellita. Dependiendo de cada colección, los movimientos se ejecutan en diferentes niveles o se afinan con complicaciones especiales de desarrollo propio. Otras opciones estándar incluyen cristal zafiro y cajas de acero inoxidable 316L de alta gama.

## Líneas de productos
Actualmente, Epos ofrece colecciones bajo los nombres "Emotion", "Passion", "Originale", "Oeuvre D'Art", "Sophistiquée", "Perfection" y "Sportive". Además, la compañía también ofrece las colecciones "Ladies" y "Pocket Watch".

## Embajadores de la marca
- Mauro Peter
- Bogusław Linda
- Gosia Rdest

## Presencia internacional
- Reino Unido (distribuido por MODE9 (UK) Ltd.)[3]
- Vietnam (distribuido por Dang Quang Online Services Jsc.)[4]